# Perština
Perština (místní název: فارسی‎ [fɒːɾˈsiː], fārsī) je indoevropský jazyk. Spolu s daríjštinou (afghánskou perštinou), tádžičtinou, pahlavštinou, hazárštinou, dehwárštinou, darwázštinou, ajmáqštinou, džidštinou, tatštinou, buchárštinou, lorštinou, kumzárštinou a lárštinou patří do jihozápadní skupiny íránských jazyků.
Je jediným úředním jazykem Íránské islámské republiky (přes 71 milionů obyvatel) a jejím východním dialektem, tj. daríjštinou, hovoří dalších cca 7 milionů obyvatel Afghánistánu (5,6 mil.) – zde je druhým úředním jazykem, Pákistánu (1 mil.) aj. Velmi podobná dnešní moderní perštině je i tádžičtina (jediný úřední jazyk pro cca 6 mil. obyvatel Tádžikistánu).
Obecně lze říci, že afghánská a tádžická nářečí jsou archaičtější a mluvnicky bohatší než současná moderní íránská perština. Z pochopitelných důvodů lze v daríjštině nalézt mnoho výpůjček z paštúnštiny a v tádžičtině zase slova přejatá z ruštiny. Íránská perština hojně přejímala slova z arabštiny a částečně i z turečtiny a francouzštiny. Jazyky fársí, darí a tádžikí se od sebe liší asi jako čeština a slovenština – jen (původních) společných výrazů je podstatně méně.

## Historie jazyka
Z historického hlediska lze perský jazyk rozdělit na tři období:
- Stará perština
- Střední perština
  - Parthské písmo
  - Pahlavské písmo
- Moderní perština

### Stará perština
Byl jazyk používající klínového písma. V době vlády dynastie Achamejnovců se stal úředním jazykem Perské říše, která se rozprostírala od Baktrie přes Médii, Babylónii, Lýdii až do Egypta. Klínopis je obrázkové písmo, které vzniklo v Mezopotámii a bylo zavedeno Sumery v 4. tisíciletí př. n. l. Peršané začali klínové písmo používat až od 1. století př. n. l. Tento typ písma je vůbec nejstarším typem písma na světě. Píše se zleva doprava. Klínové písmo rozluštil v 19. století Georg Friedrich Grotefend na základě vícejazyčného historického nápisu perského krále Dáreia I. na skále v Bísutúnu (skála v Kermánšáhu v Íránu).
Stará perština se nám zachovala v klínových nápisech.

#### Klínové písmo
Ve Starém Íránu (tak Peršané svou zemi skutečně označovali) byly všechny úřední dokumenty psány klínovým písmem ve třech jazycích: starou perštinou, jazykem Elamitů a babylónštinou. Babylónština a elamština se psala na hliněné destičky převážně ve východních částech říše, zatímco na západě se psalo staropersky na papyrus.
Nejznámější místa, kde se lze setkat s klínovými nápisy ve staré perštině, jsou Bísotún v Kermanšáhu, Persepolis, Súsy a skalní reliéf Ganj Náme nedaleko Hamadánu. Obsahem textů jsou hlavně oslavné ódy na boha Ahuramazdu a činy Achamejnovských králů.
ukázka klínopisu z paláce v Persepoli
𐎭𐎠𐎼𐎹𐎺𐎢𐏁𐏐𐎧𐏁𐎠𐎹𐏐𐎺𐏀𐎼𐎣𐏐𐎧𐏁𐎠𐎹𐎰𐎡𐎹𐏐𐎧𐏁𐎠𐎹𐎰𐎡𐎹𐎠𐎴𐎠𐎶𐏐𐎧𐏁𐎠𐎹𐎰𐎡𐎹𐏐𐎭𐏃𐎹𐎢𐎴𐎠𐎶𐏐𐎻𐎡𐏁𐎫𐎠𐎿𐎱𐏃𐎹𐎠𐏐𐎱𐎢𐏂𐏐𐏃𐏁𐎠𐎶𐎴𐎡𐏁𐎡𐎹𐏐𐏃𐎹𐏐𐎡𐎶𐎠𐎶𐏐𐎠𐎤𐎢𐎴𐎢𐏁
doslovný překlad do moderní perštiny
داریوش/ است/ شاه بزرگ شاه شاهان شاه کشورها پسر ویشتاسپ هخامنشی که این / تچر /را ساخت‎
český překlad
Dareios, velký král, král králů, král zemí, syn Víštásapa z rodu Achaimenovců, postavil tento palác.

### Střední perština

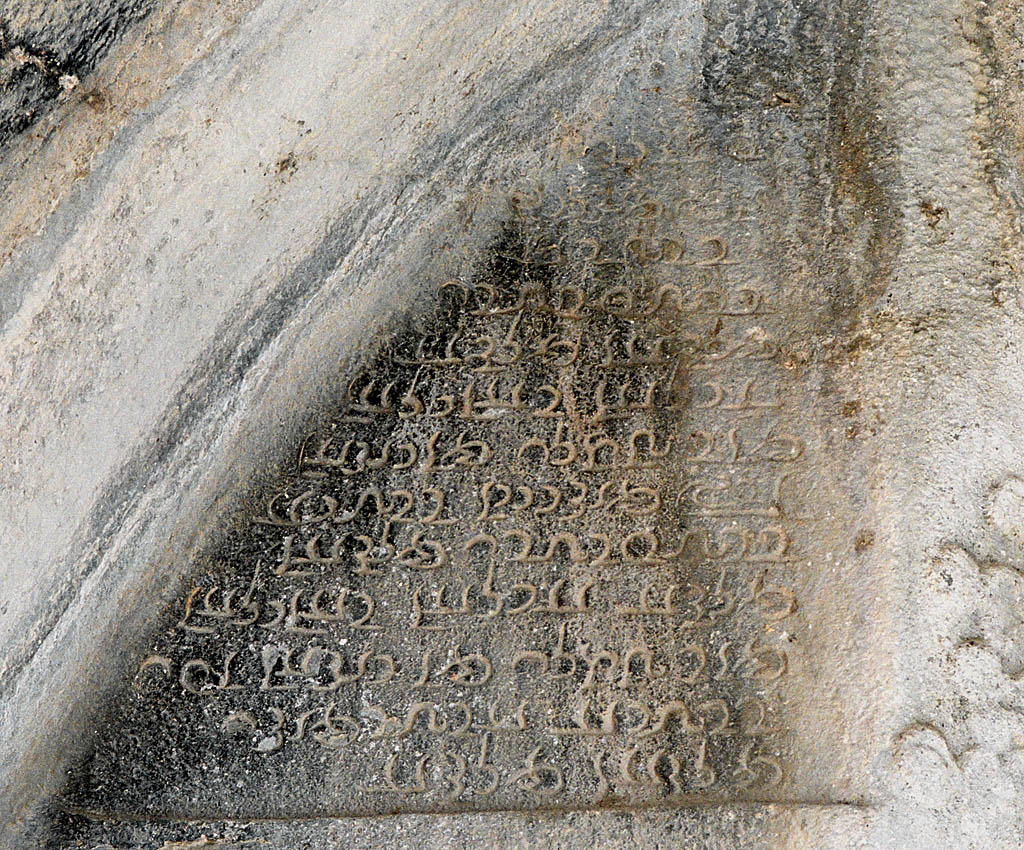
Pahlavský text z 4. století n. l

Středoperské písmo označované také jako pahlavské se vyvinulo z aramejského písma asi ve 2. století př. n. l. a bylo používáno v období Parthské říše a v raném období vlády Sásánovců. Sásánovci později toto písmo upravili. Pahlavské písmo se píše zprava doleva a vodorovně. V jazyce pahlaví se zachovaly hlavně náboženské texty zoroastrismu. Do pahlavského jazyka byly přeloženy texty z Avesty. Z hlediska gramatiky nebyl tak složitý jako stará perština.
Středoperský jazyk měl dva hlavní dialekty:

Nápis Eránšahr – Írán v pahlavském písmu

- dialekt Arsakovců (severozápadní)
- dialekt Sasánovců (jihozápadní)

### Moderní perština
Rozvoj perštiny byl v 7. století n. l. kvůli arabské invazi do Íránu a následnou islamizací přerušen. Místo perštiny zaujala arabština jako jazyk náboženský, kulturní a úřední. Na rozdíl od ostatních jazyků zemí, jichž Arabové dobyli, se perština udržela mezi prostým lidem. V 10. století za vlády Abbásovců se poprvé objevily snahy zavést perštinu jako literární jazyk. Později se v perštině psaly nejen básně, ale i vědecké spisy o lécích a jiné.
Moderní perština se píše arabským písmem obohaceným o čtyři vlastní písmena.

#### Perská abeceda
Písmena arabská:
ض ص ث ق ف غ ع ه خ ح ج ش س ی ب ل ا ت ن م ک ظ ط ز ر ذ د و
Písmena perská:
چ پ گ ژ

## Fonologie

Samohlásky teheránské perštiny

Moderní íránská perština má 6 samohlásek a 22 souhlásek. Protože se jedná o indoevropský jazyk příbuzný jazykům slovanským, nemá pro českého mluvčího žádné obtížně vyslovitelné zvuky.

## Gramatika
Perština je jediný aglutinační jazyk z indoíránských jazyků. Pořadí větných členů je Podmět – Předmět – Sloveso. Perština nemá rody. Má čas přítomný, budoucí, minulý (perfektum, plusquamperfektum).
Příklad:
- persky:من دانشجو هستم.
- přepis: Man dánišdžú hastam
- překlad: Já jsem student
- První místo podmět (já), na druhém předmět (student), na třetím sloveso (jsem).

## Podstatná jména
Perština nerozlišuje rody. Množné číslo (plurál) se tvoří obecně připojením koncovky -há (ها) za podstatné jméno nebo koncovku -án (ان), která se užívá jen pro podstatná jména životná. V perštině lze použít také arabské plurály.
Příklad:
- مسجدها
  - mešity
- طالبان
  - studenti
- مسجدها / مساجد
  - mešity

### Ezáfetová vazba
Ezáfetová vazba označuje spojení podstatného jména s přívlastky, jež mohou být vyjádřeny přídavným, dalším podstatným jménem, osobním zájmenem nebo řadovou číslovkou. Vyslovuje se jako neznělé e, po samohlásce jako je.
Příklad:
- شهر شیراز
  - šahr-i šéráz
  - město Šéráz
- جمهوری اسلامی ایران
  - Džamhúrí-ji Islámí-ji Érán
  - Íránská islámská republika

## Zájmena
Zájmena osobní:
- من
  - man
  - já
- تو
  - tu
  - ty
- او / وی
  - ú / vaj
  - on, ona
- ما
  - má
  - my
- شما
  - šumá
  - vy / Vy
- ایشان / آنها / آنان
  - éšán/ánhá/ánán
  - oni

## Slovesa
V perštině existují dva typy sloves:
- jednoduchá (nepravidelná)
- složená

### Infinitiv slovesa
Infinitiv nemá stejnou funkci jako v češtině, ale má charakter podstatného jména slovesného.
Příklad:
- persky: از دیدن شما خوشم میآید
- přepis: Az dídan-i šumá chušam méjájad.
- česky: Jsem rád, že Vás vidím.

### Slovesa jednoduchá
Slovníkový tvar je vždy v infinitivu. Odtržením koncovky -an (ن) dostaneme 3. osobu jednotného čísla v minulém čase. Mimo to je nutné naučit se ještě tvar slovesa v přítomném čase, který je nepravidelný.

### Minulý čas
Příklad minulého času u slovesa dělat / kardan/ کردن
singulár:
- 1.kardam کردم
- 2.kardí کردی
- 3.kard کرد

plurál:
- 1. kardém کردیم
- 2. kardéd کردید
- 3. kardand کردند

### Přítomný čas
V přítomném čase má sloveso dělat nepravidelný tvar kun کن, k přítomnému kmeni připojujeme předponu mé می
- 1. mékunam می کنم
- 2. mékuní می کنی
- 3. mékunad می کند

plurál:
- 1. mékuném می کنیم
- 2. mékunéd می کنید
- 3. mékunand می کنند

### Slovesa složená
Slovesa složená se skládají ze dvou částí: první část tvoří podstatné nebo přídavné jméno a druhou sloveso jednoduché. Při časování sloves je první část slovesa beze změny a časujeme pouze druhou část. Sloveso pracovat کار کردن
(kár kardan) podstatné jméno kár (práce) کار se nemění. Časujeme pouze kardan podle vzoru.

### Budoucí čas
Budoucí čas se tvoří přidáním slovesa chwástan v přítomném čase před 3. osobu minulého času slovesa. Časujeme pouze sloveso chwástan / cháh / v přítomném čase, následující sloveso se nemění.
Příklad:
- Budu dělat / Man cháham kard / من خواهم کرد

U složených sloves vložíme sloveso chwástan mezi první a druhou část slovesa.
Příklad:
- Budu pracovat / Man kár cháham kard / من کار خواهم کرد

V hovorovém jazyce se budoucí čas používá jen zřídka, obvykle je nahrazován časem přítomným prostým.

## Příklady

### Číslovky
| Číslice | Persky | Transliterace | Česky |
| ۱       | یک     | yék           | jeden |
| ۲       | دو     | do            | dva   |
| ۳       | سه     | sé            | tři   |
| ۴       | چهار   | chahār        | čtyři |
| ۵       | پنج    | panj          | pět   |
| ۶       | شش     | shésh         | šest  |
| ۷       | هفت    | haft          | sedm  |
| ۸       | هشت    | hasht         | osm   |
| ۹       | نه     | noh           | devět |
| ۱۰      | ده     | dah           | deset |

## Vzorový text
Otče náš (modlitba Páně):
Ey Pedar e āsemāni ye mā, nāme to moqqadas bād.
Pādešāhie to biāyad, erāde ye to hamān tor ke dar āsemān
ejrā mišavad, dar zamin niz ejrā šavad.
Nāne rūzane ye mā rā emrūz be mā bede.
Xatā hāye mā rā bebaxš,
čenānke mā niz xatākāran e xod rā mibaxšim.
Mā rā dar vasvase hā mayāvar balke mā rā az
sharir rahāyi deh. Āmīn.

### Všeobecná deklarace lidských práv
| persky      | .یک دیگر با روح برادری رفتار کنند تمام افراد بشر آزاد به دنیا می آیند و از لحاظ حیثیت و حقوق با هم برابرند, همه دارای عقل و وجدان می باشند و باید نسبت به‎                                      |
| transkripce | Tamâm-e afrâd-e bašar âzâd be donyâ miâyand va az lehâz-e heysiyat-o hoquq bâ ham barâbar-and. Hame dârâ-ye aql-o vejdân mibâšand va bâyad nesbat be yekdigar bâ ruh-e barâdari raftâr konand. |
| česky       | Všichni lidé se rodí svobodní a sobě rovní co do důstojnosti a práv. Jsou nadáni rozumem a svědomím a mají spolu jednat v duchu bratrství.                                                     |